# Syvstjernen (Hareskoven)
|  | Sammenskrivningsforslag Artiklen Syvstjernen (Hareskoven) er foreslået føjet ind i Hareskoven. (Siden april 2021) Diskutér forslaget |

 For alternative betydninger, se Syvstjernen. (Se også artikler, som begynder med Syvstjernen)
Syvstjernen er navnet på et punkt i Hareskoven, hvor flere veje, særligt Skovløbervangen, Måløvvej, Skovlystvej, Fægyden og Syvstjernevej mødes. Stedet er blev i 1660'er et samlingspunkt for de veje, som blev brugt som en del af parforcejagt
Danmarks Naturfond ejer det område hvor de 7 (måske 8) parforce-jagtveje mødes.
Syvstjernen har lagt navn i den nærliggende bydele Syvstjernen i Værløse samt et trinbræt og Syvstjerneskolen. Trinbrættet lå nogenlunde halvvejs mellem stationerne Hareskov Station og Værløse Station på Hareskovbanen blev åbnet i 1924 og nedlagt igen i 1974, da banen blev omlagt til S-togsdrift..